# Лев и 9 гиен
«Лев и 9 гиен» — советский рисованный мультфильм 1988 года, созданный режиссёром Галиной Бариновой по африканской народной сказке в пересказе Виктора Важдаева.

## Сюжет
Одна гиена сообщила семье гиен, что лев пошёл на охоту… Все гиены ринулись в погоню за коровами и пригнали ко льву десять штук, которых он убил. Царь зверей, подумав, поделился одной коровой с  гиенами, а девять оставил себе, сказав, что всем поровну, так как с обеих сторон стало по десять: лев и девять коров, и корова и девять гиен. По пути домой гиены поняли, что их обманули. Возвращаться и говорить об этом льву гиены побоялись, но, посовещавшись, решили: чтобы было не страшно, каждый скажет по одному слову из фразы: «Ты — великий! Ты — царь! Ты — справедливый! Коров наших — отдай!».

Придя с оставшейся тушей коровы к спящему льву, дрожа от страха, гиены начинают поочерёдно произносить по одному слову: «ты» … «великий» … «ты» … «царь» … «ты» … «справедливый» … «коров» … «наших»… Когда доходит очередь до последней гиены, то у той от ужаса вместо «отдай» вырвалось слово «возьми!». Оставив от страха последнюю корову льву и убежав, дома каждая гиена начинает хвалиться своим смелым разговором со львом. Но вскоре все понимают, что сами себя обманули и остались голодными. Гиенам осталось утешать себя пустыми оправданиями и фантазиями.
Мораль: «Если сказано льву первое слово, помни: должно быть сказано и девятое».

## Съёмочная группа
| Автор сценария             | Алексей Студзинский                                                                                   |
| Кинорежиссёр               | Галина Баринова                                                                                       |
| Художник-постановщик       | Анатолий Петров                                                                                       |
| Кинооператор               | Михаил Друян                                                                                          |
| Музыкальное оформление     | Юрия Моисеева                                                                                         |
| Звукооператор              | Владимир Кутузов                                                                                      |
| Художники-мультипликаторы: | Геннадий Сокольский, Наталия Богомолова, Марина Восканьянц, Галина Золотовская, Владимир Вышегородцев |
| Ассистент режиссёра        | Галина Андреева                                                                                       |
| Художники:                 | Галина Петрова, Дмитрий Новосёлов                                                                     |
| Монтажёр                   | Ольга Василенко                                                                                       |
| Редактор                   | Андрей Вяткин                                                                                         |
| Директор съёмочной группы  | Любовь Бутырина                                                                                       |

## Роли озвучивали
| Актёр              | Роль               |
| ------------------ | ------------------ |
| Николай Граббе     | Гиена-дедушка      |
| Мария Виноградова  | Гиена-бабушка      |
| Всеволод Ларионов  | Гиена-папа         |
| Ирина Карташёва    | Гиена-мама         |
| Вячеслав Невинный  | Гиена-дядя         |
| Нина Гуляева       | Гиена-тётя         |
| Александр Соловьёв | Гиена-сын          |
| Лариса Удовиченко  | Гиена-дочь         |
| Ия Саввина         | Гиена-просто гиена |
| Леонид Марков      | Лев                |
| Рогволд Суховерко  | рассказчик         |